# Селютина, Любовь Семёновна
Любовь Семёновна Селютина (род. 21 декабря 1952) — советская и российская актриса театра и кино, народная артистка России (2010).

## Биография
Любовь Семёновна Селютина родилась 21 декабря 1952 года. Детство прошло в Алтайском крае, позже семья переехала в Новокузнецк, где родители работали на комсомольской стройке. В 1974 году окончила Театральное училище им. Щепкина (курс Михаила Царёва). После училища вошла в труппу театра на Таганке, в котором стала ведущей актрисой.

## Семья
- Муж — художник Геннадий Павлов.
- Дочь — Соня (род. 1994).

## Награды
- Заслуженная артистка России (9 марта 1996 года) — за заслуги в области искусства[1].
- Народная артистка России (20 апреля 2010 года) — за большие заслуги в области театрального искусства[2].
- Орден «За заслуги в культуре и искусстве» (9 июня 2023 года) — за большой вклад в развитие отечественной культуры и искусства, многолетнюю плодотворную творческую деятельность[3].

## Работы в театре
- 1979 — «Преступление и Наказание» Ф. М. Достоевский — Соня Мармеладова
- 1980 — «Дом на набережной» Ю. Трифонов — Соня
- 1981 — «Три сестры» А. Чехов — Ирина
- 1984 — «На дне» М. Горький — Настя
- 1985 — «Вишнёвый сад» А. Чехов — Варя
- 1986 — «Мизантроп» Мольер — Элианта
- 1989 — «Пир во время чумы» А. С. Пушкин — донна Анна
- 1992 — «Электра» Софокл — Хрисофемида
- 1995 — «Медея» Еврипид — Медея (номинация на приз «Лучшая женская роль» в театральном фестивале «Золотая маска»)
- 1997 — «Братья Карамазовы» — Катерина Ивановна
- 1998 — «Шарашка» А. И. Солженицын — Наталья
- 1999 — «Добрый человек из Сезуана» Б. Брехт — Шен-Те и Шуи-Та
- 2000 — «Евгений Онегин» А. С. Пушкин — Татьяна
- 2001 — «Живаго (Доктор)» Б. Л. Пастернак — Тоня
- 2002 — «Фауст» Гёте — Забота
- 2003 — «До и После» поэтический спектакль Ю. П. Любимова по поэзии Серебряного века — Анна Ахматова
- 2007 — «Электра» Софокл — Клитемнестра
- 2009 — «Арабески»  — Мать Гоголя; Пульхерия Ивановна
- 2010 — «Мёд»  — Филомена; Мать двух братьев
- 2012 — «На всякого мудреца довольно простоты»  — Манефа
- 2016 — «Старая, старая сказка» Х. К. Андерсен  — Ведьма
- 2016 — «Эльза» Я.Пулинович  — Эльза Александровна
- 2018 — «Теллурия» В. Сорокин — актриса
- 2021 — «Вишневый сад» А. П. Чехов — Шарлотта
- 2023 — «Чёрная кошка, белый кот» спектакль Ю. Муравицкого по фильму Э. Кустурицы — Суйка

## Фильмография
1. 1973—1983 — Вечный зов (14-я серия) — Зойка
2. 1977 — Подарок судьбы — Любка, ткачиха
3. 1988 — Чёрный монах — Варвара Николаевна
4. 1990 — Мир в другом измерении (фильм 2-й «Зона — мир в другом измерении») — эпизод
5. 1991 — Дмитрий Веневитинов
6. 1991 — Египетская марка
7. 2006 — А Вы ему кто? — Наталья Владимировна, соседка Евгения Петровича
8. 2008 — Прилетит вдруг волшебник — Дама, сопровождающая Мишу
9. 2008 — Продолжение следует — художник по костюмам
10. 2008 — Срочно в номер 2 (фильм 8-й «Старомодное преступление») — мать Ерохина
11. 2009 — Бумеранг из прошлого — Елизавета Петровна Самойлова, мать Михаила и Николая
12. 2009 — Любить и ненавидеть (дело № 3 «Мёртвые воды Московского моря») — Вера, бывшая жена Карачаева
13. 2011 — Адвокат 8 (18-я серия «Роковой пикник») — мать Лены
14. 2011 — Непутевая невестка — Тамара Завьялова, соседка Рожковых; мать Жени и Нины
15. 2011 — Сёмин. Возмездие — Лидия Михайловна Тетерева, врач-психиатр
16. 2011 — Тропинка вдоль реки — Мария, мать Кости
17. 2012 — Метро — эпизод
18. 2013 — Бомбила. Продолжение — Ирина Михайловна, тётя Алёны
19. 2013 — Пасечник — Зинаида Степановна, «Атлантида», бабушка Клюева
20. 2013 — Торговый центр — эпизод
21. 2014 — Мой любимый папа — Светлана Михайловна, покупательница иконы
22. 2014 — Судья — Светлана Михайловна, мать Нины
23. 2016 — Провокатор — баба Маня (Марья Сергеевна)
24. 2018 — Этюды о свободе (эпизод «Рай»)
25. 2018 — Триггер — мама Михаила